# Université Payame Noor
L'université Payame Noor est une université dont le siège est situé à Téhéran, mais qui possède de nombreux sites en Iran. Elle est créée en 1987. Elle accueille environ 1 100 000 étudiants.
Branches:
Payame Noor University of Alborz
Payame Noor University of Ardabil
Payame Noor University of Bushehr
Payame Noor University of Chaharmahal and Bakhtiari
Payame Noor University of East Azerbaijan
Payame Noor University of Fars
Payame Noor University of Golestan
Payame Noor University of Guilan
Payame Noor University of Hamedan
Payame Noor University of Hormozgan
Payame Noor University of Ilam
Payame Noor University of Isfahan
Payame Noor University of Kerman
Payame Noor University of Kermanshah
Payame Noor University of Razavi Khorasan
Payame Noor University of Khuzestan
Payame Noor University of Kohgiluyeh & Boyer-Ahmad
Payame Noor University of Kurdistan 
Payame Noor University of Lorestan
Payame Noor University of Markazi
Payame Noor University of Mazandaran
Payame Noor University of North Khorasan
Payame Noor University of Qazvin
Qom Payame Noor University http://qom.pnu.ac.ir/portal/home/
Payame Noor University of Semnan
Payame Noor University of Sistan & Baluchestan
Payame Noor University of South Khorasan
Center for Postgraduate Studies
Payame Noor University of Tehran
Payame Noor University of West Azerbaijan
Payame Noor University of Yazd
Payame Noor University of Zanjan